# Merico Zuccari
Merico Zuccari (Buenos Aires, 4 novembre 1906 – Montefano, 5 dicembre 1959) è stato un militare italiano, noto in particolare per essere stato nel periodo della Repubblica Sociale Italiana di Salò il comandante della 1ª Legione d'Assalto "M" "Tagliamento" dal novembre 1944 al 5 maggio 1945.

## Biografia

### Adesione al partito fascista e carriera militare
Nacque nel quartiere di Saavedra a Buenos Aires, Argentina, il 4 novembre 1906, figlio di Giovanni e Maria Stura, entrambi originari di Montefano. Nel 1907 la famiglia rimpatriò ed egli compì gli studi fino al diploma di perito agrario. Nazionalista convinto, Zuccari aderì subito al nascente movimento fascista nel 1922. Partecipò alla Marcia su Roma e nel 1926 assolse gli obblighi del servizio militare di leva. Nel 1930 si arruolò nel Regio Esercito, nominato sottotenente di complemento della fanteria. Passato alla Milizia Volontaria per la Sicurezza Nazionale, operò in Libia dal 1933 al 1935, e nel 1936 partecipò alla guerra d'Etiopia in qualità di capomanipolo del I Battaglione CC.NN. d'Eritrea. 
Durante la seconda guerra mondiale, a partire dall'ottobre 1940 partecipò alle operazioni militari contro la Grecia dove rimase mutilato al braccio destro. Alla data dell'armistizio dell'8 settembre 1943 ricopriva l'incarico di comandante del 63º Battaglione "M" di stanza nei pressi di Roma.
Dopo la costituzione della Repubblica Sociale Italiana rivestì, a partire dal novembre del 1944 e fino al suo scioglimento avvenuto nel maggio 1945, il ruolo di comandante della Legione Tagliamento della Guardia Nazionale Repubblicana responsabile di una violenta repressione antipartigiana sull'Appennino pesarese, nel vercellese (eccidio di Mottalciata), sul Monte Pasubio nel vicentino e nella Val Camonica nel bresciano. Nel maggio 1945 riuscì a fuggire, passando per la Svizzera, tramite il porto di Genova, in Argentina ove rimase fino al rimpatrio del 1959.
Il nome di Zuccari figura nell'elenco CROWCASS (Central Registry of War Criminals and Security Suspects) (1947), compilato dagli Alleati anglo-americani, delle persone ricercate dal Regno Unito per crimini di guerra.

### Il dopoguerra
Al termine del conflitto, nel 1947, fu condannato a morte in contumacia dal Tribunale militare di Bologna per collaborazionismo e crimini di guerra ma in una successiva sentenza del 1950 fu assolto dal Tribunale militare di Firenze. Posto in congedo ed espulso dall'Esercito italiano nel corso dello stesso anno, nel 1952 il Tribunale militare di Milano lo condannò all'ergastolo.  Nel 1959 ottenne il beneficio della liberazione condizionale dal Tribunale militare di Milano. Rientrato a Montefano nello stesso anno, vi morì nel dicembre per un infarto cardiaco.